# Addio mamma
Addio mamma è un film del 1967 diretto da Mario Amendola sotto lo pseudonimo di Jacobs Irving.

## Trama
Sposata con un detenuto, Patrizia ha un figlio con un altro uomo di nome Paolo. Quando il marito evade, minaccia l'amante della moglie, che fugge e mette il bambino in un istituto di suore, lo stesso in cui vive Patrizia, ormai sposa di Dio.